# مراسم ماسونی

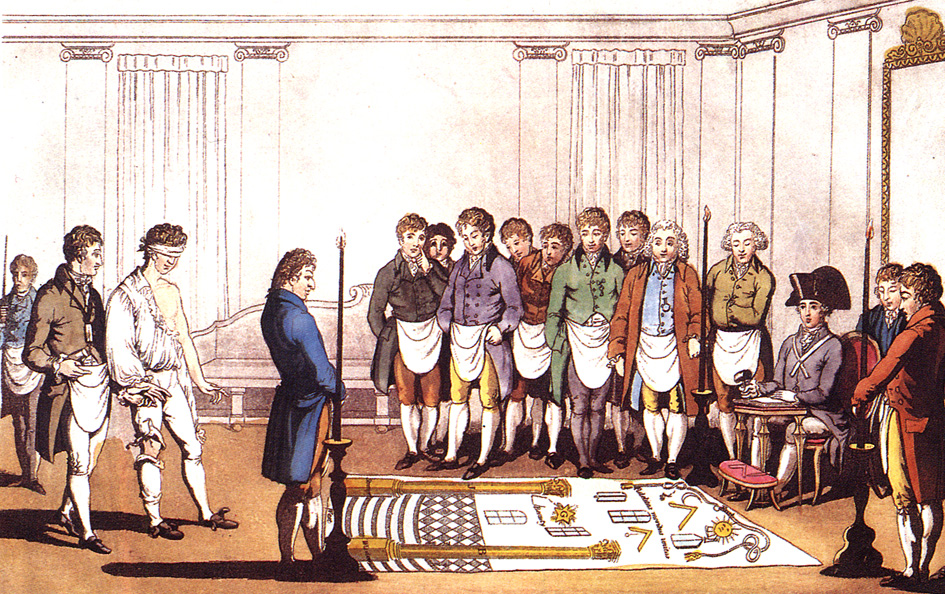
تصویری از مراسم درجه یک ماسونی، پاریس ۱۷۴۵

مراسم ماسونی (انگلیسی: Masonic ritual and symbolism) عبارت است از مجموعه متون، گفتار و اعمالی که در خلال برپایی مراسم درجه‌های ماسونی از سوی فراماسون‌های حاضر در لژ ماسونی مورد استفاده قرار گرفته و نشانگر پایبندی آن‌ها به اصول فراماسونری است.

## هدف مراسم ماسونی
وجه مشترک در فراماسونری سه درجه ابتدایی، موسوم به درجات بنایی یا لژ آبی است که داوطلب پیوستن به طریقت ماسونی، برای پذیرفته شدن به عنوان یک فراماسون باید این سه درجه را طی کند. مراسم ماسونی مرتبط با این درجات شامل مجموعه‌ای از علامت‌ها، تمثیل‌ها، سخنرانی‌ها و نمایش نامه‌های زیبا است که ریشه در قرون وسطی و داستان هیرام، معمار معبد سلیمان دارد. اصول اخلاقی موجود در طریقت ماسونی از طریق این مراسم‌ها به فراماسون‌ها آموزش داده می‌شود.

## عدم وجود استاندارد
به دلیل اینکه فراماسون‌ها مجاز به نوشتن محتوی مراسم و آیین‌های ماسونی نبوده و آن‌ها را از طریق حفظ کردن و به صورت سینه به سینه به یکدیگر منتقل می‌کنند، استاندارد مشخصی برای مراسم و آیین‌های ماسونی وجود ندارد. اما با این وجود محتوی و ساختار اصلی مراسم‌های ماسونی در قلمروهای مختلف مشترک بوده از یک آموزه پیروی می‌کنند. به عنوان مثال برای همه ماسون‌ها در سه درجه ابتدایی از سمبل‌های معماری بهره گرفته و از ابزارهای معماری و ساختمان‌سازی برای تدریس اصول اخلاقی و معنوی، همچون چهار فضیلت بنیادین ماسونی یعنی شکیبایی، تدبیر، اعتدال و عدالت، و اصول، یا شعارهای ماسونی همچون آزادی، برابری، برادری استفاده می‌کنند.

## سمبل‌ها در مراسم ماسونی
در اکثر قلمروهای ماسونی از انجیل، قرآن، تلمود، وداها یا دیگر متون مقدس در مراسم‌ها استفاده می‌شود (در فرانسه به جای کتاب مقدس از قانون اساسی فراماسونری بهره می‌گیرند). فراماسون‌ها در لژ ماسونی بنا بر اعتقاد خود از کتاب مقدس مورد نظرشان برای ادای سوگند استفاده می‌کنند. اقدامی که در لژ بزرگ انگلستان به عنوان یک اقدام حقوقی تلقی می‌شود. موضوع هندسه و معماری در فراماسونی نیز به خداوند به عنوان نقطه مشترک ادیان بازمی‌گردد که در ماسونی به آن معمار بزرگ جهان بزرگ هندسه دان گفته می‌شود.
برخی از عکس و لوح‌های حاوی تصاویر برای آموزش ماسون‌های تازه‌وارد استفاده می‌کنند. در سه درجه اول فراماسونری داستان معبد سلیمان و رویدادهای مربوط به هیرام، معمار این معبد، اساس مراسم‌های فراماسون‌ها را تشکیل می‌دهد. ماسون‌ها در طول تاریخ از دست‌هایشان برای نشان دادن برخی علامت‌ها و نشانه‌ها به جهت شناسایی یکدیگر استفاده می‌کردند، اما در حال حاضر علاوه بر این، فراماسون‌ها دارای کارت عضویت در طریقت ماسونی هستند.
مورمونیسم و فراماسونری
نحوه عبادت، لباس‌ها، علائم، واژگان، پیشبند و دست دادن فراماسون‌ها با مومون‌ها (اعضای کلیسای قدیسان آخرالزمان مسیحیت) مشترک است. اما معانی آن‌ها با یکدیگر متفاوت است.

## پنهان‌کاری در مراسم ماسونی

نمادهای گرافیکی بالا مشابه کلیدی برای رمز کثیف به کار می‌رود

فراماسون‌ها برای حفظ مراسم خود از شیوه‌های خاصی استفاده می‌کردند که از آن جمله می‌توان به روش خاصی از رمزگذاری، موسوم به رمز کثیف اشاره کرد. سوگند خونین برای تازه‌واردها، به معنای مجازات مرگ برای افشا کنندگان اسرار فراماسونری نمونه دیگری از تلاش فراماسون‌ها برای پنهان نگه داشتن محتوی مراسم‌شان است. در این خصوص ناپدید شدن مرموز ویلیام مورگان، نویسنده کتابی حاوی اسرار و محتوی مراسم فراماسونری را به این نوع پنهان‌کاری‌های فراماسون‌ها نسبت می‌دهند.